# توربن نيلسن
توربن نيلسن (بالدنماركية: Torben Nielsen)‏ (7 ديسمبر 1945 بفريدريكسبرغ في الدنمارك - ) هو لاعب كرة قدم دانمركي في مركز الدفاع. لعب مع ماينتس 05.

## وصلات خارجية
- توربن نيلسن على موقع قاعدة بيانات كرة القدم.إي يو (الإنجليزية)
- توربن نيلسن على موقع ناشيونال فوتبول تيمز (الإنجليزية)